# Nora Yu Hernández
Nora Elena Yu Hernández (Ciudad Juárez, Chihuahua, 14 de mayo de 1954) es una funcionaria pública y política mexicana. Como miembro del Partido Revolucionario Institucional (PRI) fue diputada federal de 2003 a 2006.

## Biografía
Nora Yu es licenciada en Administración de Empresas con especialidad en mercadotecnia egresada de la Universidad de Texas en El Paso y cuenta con una especialidad en derecho aduanal por la administración general de aduanas de México. Fue catedrática en el Instituto Tecnológico de Ciudad Juárez de 1976 a 1979.
Desarrolló gran parte de su carrera administrativa y pública en el ámbito de las aduanas en Ciudad Juárez. En 1981 fue coordinadora de Estadística en el Instituto de Estudios Políticos, Económicos y Sociales del PRI, y en 1983 ocupó el mismo cargo en la campaña electoral a alcalde de Ciudad Juárez de Santiago Nieto Sandoval, quien a la postre perdería la elección frente a Francisco Barrio Terrazas del PAN. 
En 1985 fue subjefa de la unidad del registro federal de vehículos y en 1986 encargada de almacén y control de vehículos, ambos en la aduana de Ciudad Juárez, Chihuahua. De 1992 a 1995 fue secretaria técnica del Consejo Municipal de Seguridad en el ayuntamiento encabezado por Francisco Villarreal Torres y posteriormente ejerció como agente aduanal.
En las elecciones de 1998 fue postulada candidata a presidenta municipal de Ciudad Juárez por el Partido de la Revolución Democrática, logrando el tercer lugar en la votación y que fueron ganadas por el candidato del PAN Gustavo Elizondo Aguilar. En 2002 se realizaron elecciones extraordinarias para el mismo ayuntamiento de Ciudad Juárez, en ellas se unió al PRI, siendo postulada como candidata a presidenta municipal suplente, siendo el propietario Roberto Barraza Jordán y en las que no lograron la victoria que logró el candidato del PAN Jesús Alfredo Delgado Muñoz.
En 2003, fue postulada como candidata del PRI y electa diputada federal por el Distrito 2 de Chihuahua a la LIX Legislatura que concluyó en 2006. En la Cámara de Diputados fue secretaria de la comisión de Economía; e integrante de las comisiones de Equidad de Género; Especial para dar seguimiento a las investigaciones relacionadas con los feminicidios en la República Mexicana y la procuración de justicia vinculada; y de Población, Fronteras y Asuntos Migratorios, así como del Comité del Centro de Estudios de las Finanzas Públicas.